# Alexander Oppenheim (Jurist)
Felix Alexander Oppenheim (* 7. Oktober 1819 in Königsberg; † 2. Februar 1898 in Berlin) war ein deutscher Jurist und Fotograf.

## Leben
Alexander Oppenheim war der jüngste Sohn des Bankiers Martin Wilhelm Oppenheim und der Rosa, geborene Alexander (1792–1849) aus Königsberg. Nachdem er 1836 wie ein Jahr zuvor sein älterer Bruder Otto Georg sein Abitur am Altstädtischen Gymnasium zu Königsberg gemacht hatte, studierte er Rechtswissenschaften. Als junger Referendar kam er nach Berlin und machte seinen Assessor jur. Jedoch konnte er seinen erlernten Beruf nicht ausüben und wurde Fotograf in privater Betätigung. Bis zum Tod seines Vaters im Jahr 1863 lebte er erwerbslos – die Familie war vermögend – in den beiden von Gottfried Semper erbauten Villen in Dresden. Danach zog er nach Berlin und übernahm das so genannte Schadowhaus in der Schadowstraße 10/11. Ursache und Hintergrund dieses Lebenslaufs war die Verwicklung in den „Kassetten-Diebstahl“.

### Kassetten-Diebstahl
Alexander Oppenheim gehörte unter anderen zu dem Freundeskreis Ferdinand Lassalles, wie auch sein Freund und Verwandter, der Arzt Arnold Mendelssohn (1817–1854). Alexander Oppenheim war der Schwager einer Cousine von Arnold Mendelssohn.
Alexander Oppenheim war Rechtsbeistand der Gräfin Sophie von Hatzfeld, die in Auseinandersetzungen mit ihrem Ehemann Edmund Graf von Hatzfeldt-Wildenburg verwickelt war. Auch Arnold Mendelssohn stand ihr beratend zur Seite. Oppenheim interessierte seinen Freund Lassalle für die Sache der Hatzfeldschen Auseinandersetzungen, der wiederum Mendelssohn veranlasste, sich in diesem Fall zu engagieren. Ferdinand Lassalle hatte sich in Folge der Gräfin von Hatzfeld angenommen und vertrat sie über neun Jahre hinweg von 1846 bis 1854 vor Gerichten. Im Frühjahr 1846 bereitete Lassalle eine Prodigalitätsklage gegen den Ehemann der Gräfin vor.
Im Sommer 1846 beobachteten Oppenheim und Mendelssohn die Mätresse des Grafen Edmund von Hatzfeld-Wildenburg, die Baronin Meyendorff, und stiegen zusammen mit ihr im Gasthof Mainzer Hof in Aachen ab. Bei der Abreise der Baronin entdeckte Alexander Oppenheim im Flur des Gasthofs eine Kassette, in der er für den Hatzfeld-Prozess wichtige Papiere vermutete. Er nahm die Kassette an sich und brachte sie in das Zimmer Arnold Mendelssohns. Da der Diebstahl schnell entdeckt wurde, flohen die Freunde. Es stellte sich heraus, dass der Kassetteninhalt ganz unbedeutend war. Oppenheim und Mendelssohn wurden nun steckbrieflich gesucht. Ersterer stellte sich der Polizei und wurde am 24. November 1846 vom Kölner Geschworenengericht von der Anklage des Diebstahls freigesprochen. Mendelssohn erfuhr von dem Freispruch und kehrte im Juni 1847 aus Paris, wohin er geflohen war, zurück, wurde festgenommen und am 11. Februar 1848 wegen der Beihilfe zum Diebstahl zu einer Zuchthausstrafe von fünf Jahren verurteilt, der Befugnis des selbständigen Gewerbes eines Arztes für verlustig erklärt und nach ausgestandener Strafe lebenslang unter Polizeiaufsicht gestellt. Somit konnte ein Prozess gegen Lassalle wegen Verleitung zum Diebstahl eingeleitet werden, welcher am 11. August 1848 wie bei Alexander Oppenheim mit einem Freispruch endete.
Wenn auch die Familie Oppenheim im Gerichtsverfahren einen Freispruch erreicht hatte, so blieb doch nach damaligen Vorstellungen Alexander Oppenheim der bürgerliche Beruf des Juristen für die Folgezeit versperrt.

### Fotografie

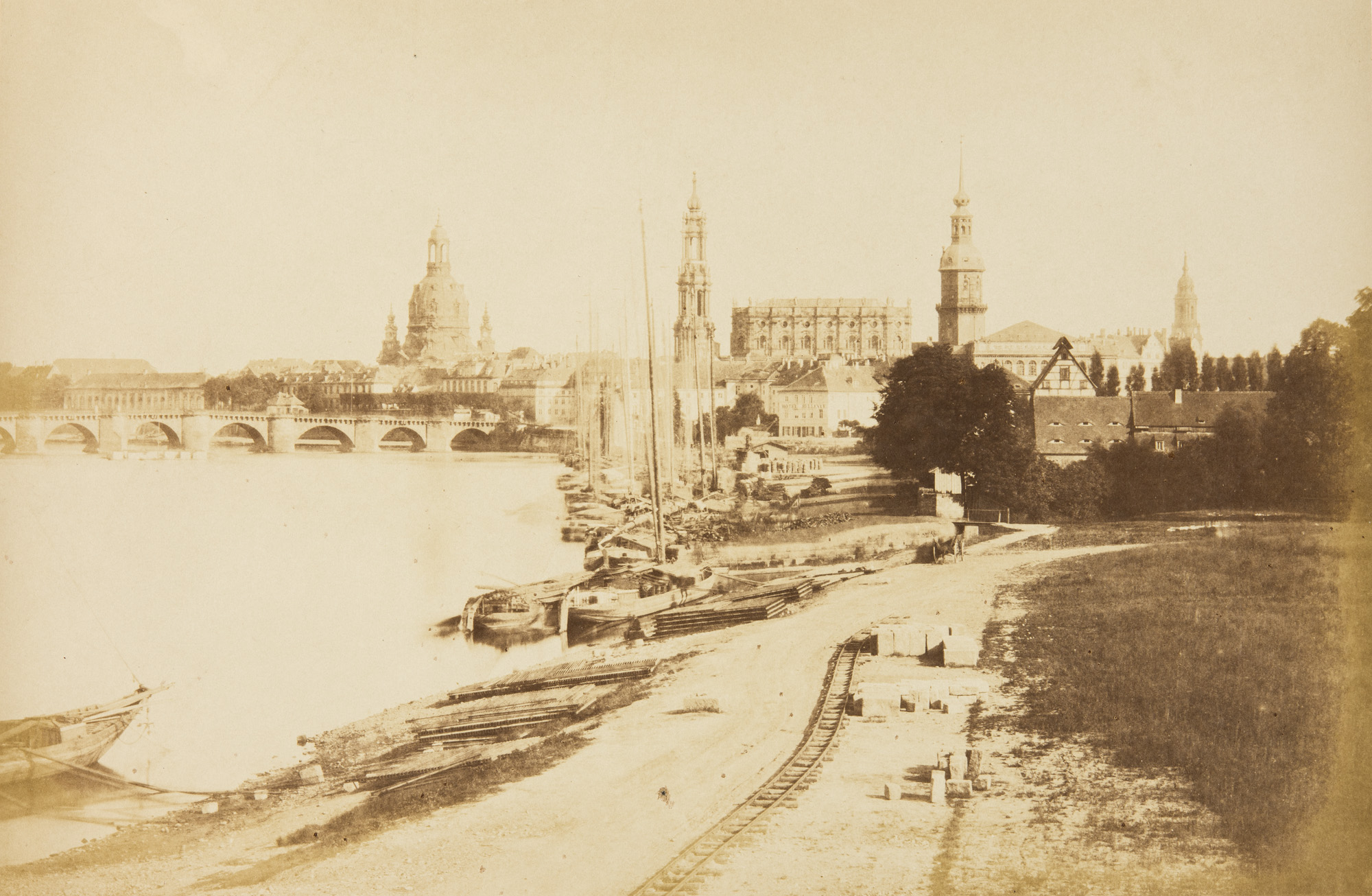
Dresden-Panorama von Oppenheim (um 1856)

Oppenheim verließ auf eigenen Wunsch, wenn auch unter öffentlichem oder familiärem Druck, das Land, und ging ersatzweise auf weite Reisen und widmete sich der Fotografie. Um 1851 machte er eine Fotografenausbildung bei Gustave Le Gray in Paris. Er arbeitete unter Anwendung des Wachspapierverfahrens (Papier als Schichtträger); darüber hinaus machte er Experimente mit Milchserum und Albuminpapier. Nachdem er 1852 Spanien bereist hatte, ging er 1853 nach Athen und wendete sich den Altertümern in Griechenland zu. Seine Aufnahmen vom Herbst 1853 erschienen unter dem Titel „Athenische Alterthümer“ in zwei Alben. Die Fotografien auf Salzpapier, Blattformat 42,5 × 61 cm, wurden von Oppenheim ausführlich kommentiert. Weitere Reisen führten ihn in den Orient. 1857 zurückgekehrt in Dresden, ließ er sich im Hof seiner Parterrewohnung der Villa Oppenheim eine Bude mit Fotolabor und Dunkelkammer bauen und fing nun an, seine Familienangehörigen abzulichten. Es entstanden Aufnahmen in einer Qualität, wie sie damals noch keiner von sich besaß, da noch die Daguerreotypie in Mode war. Um 1860 entwickelte er ein verbessertes Positivkopierverfahren und machte Aufnahmen von Baudenkmälern in Deutschland. 1860 beteiligte sich Oppenheim an einer Ausstellung für Fotografie in Amsterdam. Dort zeigte er Fotografien von Dresden, Prag, Regensburg, Ulm, Esslingen etc. Einige Fotografien Oppenheims aus deutschen Städten befinden sich in der „Sammlung Dietmar Siegert“. Auch hielt er Kontakt zu dem mit der Familie befreundeten Gottfried Semper in Zürich und fotografierte dessen Bauten in Dresden. „Es würde mir zur großen Genugthuung gereichen, wenn sie diese Blätter Ihnen einen wenn auch noch so unbedeutenden Ersatz für die Anschauung des von Ihnen konzipierten Werkes gewähren, die Ihnen leider verwehrt ist. [...]“ (Felix Alexander Oppenheim: Brief an Gottfried Semper in Zürich, vom 1. September 1856)

## Werke
- Die erhaltenen griechischen Tempel auf der Akropolis, Album mit 42 Fotografien aus Athen 1853, Hofbuchdruckerei von C.C. Reinhold und Söhne, Dresden 1854.
- Details der Akropolis: Die Skulpturfragmente. Hofbuchdruckerei von C.C. Reinhold und Söhne, Dresden 1854.

## Ausstellungen
- 1854: Erste Allgemeine Deutsche Industrieausstellung, München (mit Auszeichnung)
- 1855, 1858, 1860 und 1862: Fotoausstellungen in Amsterdam
- 1856: Fotoausstellung in Brüssel
- 1862: Weltausstellung London
- 2011: Sammlung des Dresdner Kupferstich-Kabinetts, Staatliche Kunstsammlungen Dresden
- 2016: Fundstücke. 13 Ulm-Fotografien des Felix Alexander Oppenheim aus dem Jahr 1856, Stadthaus Ulm